# Вырлицкая улица
Вырлицкая улица (укр. Вирлицька вулиця) — улица в Дарницком районе города Киева, местность Осокорки. Пролегает от улицы Ревуцкого (где примыкает Вишняковская улица) до улицы Коллекторная.
Не примыкают улицы.

## История
Улица возникла в начале 1990-х годов под названием Новая. Современное название в честь озера Вырлица — с 1993 года.

## Застройка
Улица без застройки (на июль 2017 года). Есть автоцентр (Peugeot - «Илта на Харьковском», по адресу Ревуцкого, 5б) 